# Protoptila cora
Protoptila cora är en nattsländeart som beskrevs av Oliver S. Flint Jr. 1983. Protoptila cora ingår i släktet Protoptila och familjen stenhusnattsländor. Inga underarter finns listade i Catalogue of Life.